# Mitchell Robinson
Mitchell Robinson (Pensacola, 1º aprile 1998) è un cestista statunitense, professionista in NBA nei New York Knicks.

## Caratteristiche tecniche
Piazzandosi spesso sotto il canestro, Robinson ha un alto field goal, correggendo gli errori dei compagni, a cui si aggiungono le doti in difesa dell'anello e nei rimbalzi. È un buon stoppatore, abile anche a eludere gli avversari con il suo fisico. Non si presta, però, a tirare da lontano e nei passaggi, a cui si aggiunge una media alta di falli.

## Carriera
Nonostante non sia andato al college, nel 2018 si dichiara eleggibile per il Draft NBA, in cui viene selezionato alla 36ª chiamata dai New York Knicks.
Al termine della stagione NBA 2019-2020, interrotta prematuramente a causa della pandemia di COVID-19, stabilisce il record per la più alta percentuale di tiri a canestro realizzati dal campo in una singola stagione, grazie alla percentuale di 74,2%, strappando il record, che durava dal 1973, a Wilt Chamberlain.

## Statistiche
| * | Record |

### NBA

#### Regular Season
| Anno      | Squadra     | PG  | PT  | MP   | TC%   | 3P% | TL%  | RP  | AP  | PRP | SP  | PP  |
| --------- | ----------- | --- | --- | ---- | ----- | --- | ---- | --- | --- | --- | --- | --- |
| 2018-2019 | N.Y. Knicks | 66  | 19  | 20,6 | 69,4  | -   | 60,0 | 6,4 | 0,6 | 0,8 | 2,4 | 7,3 |
| 2019-2020 | N.Y. Knicks | 61  | 7   | 23,1 | 74,2* | -   | 56,8 | 7,0 | 0,6 | 0,9 | 2,0 | 9,7 |
| 2020-2021 | N.Y. Knicks | 31  | 29  | 27,5 | 65,3  | -   | 49,1 | 8,1 | 0,5 | 1,1 | 1,5 | 8,3 |
| 2021-2022 | N.Y. Knicks | 72  | 62  | 25,7 | 76,1  | -   | 48,6 | 8,6 | 0,5 | 0,8 | 1,8 | 8,5 |
| 2022-2023 | N.Y. Knicks | 59  | 58  | 27,0 | 67,1  | -   | 48,4 | 9,4 | 0,9 | 0,9 | 1,8 | 7,4 |
| 2023-2024 | N.Y. Knicks | 31  | 21  | 24,8 | 57,5  | -   | 40,9 | 8,5 | 0,6 | 1,2 | 1,1 | 5,6 |
| 2024-2025 | N.Y. Knicks | 17  | 3   | 17,1 | 66,1  | -   | 68,4 | 5,9 | 0,8 | 0,9 | 1,1 | 5,1 |
| Carriera  | Carriera    | 337 | 199 | 24,1 | 70,0  | -   | 52,2 | 7,8 | 0,6 | 0,9 | 1,8 | 7,8 |

#### Playoffs
| Anno     | Squadra     | PG | PT | MP   | TC%  | 3P% | TL%  | RP  | AP  | PRP | SP  | PP  |
| -------- | ----------- | -- | -- | ---- | ---- | --- | ---- | --- | --- | --- | --- | --- |
| 2023     | N.Y. Knicks | 11 | 11 | 27,1 | 60,4 | -   | 39,4 | 9,3 | 0,8 | 0,6 | 1,5 | 6,5 |
| 2024     | N.Y. Knicks | 6  | 0  | 19,2 | 50,0 | -   | 37,5 | 6,8 | 0,5 | 1,0 | 1,2 | 2,8 |
| 2025     | N.Y. Knicks | 18 | 4  | 20,6 | 60,8 | -   | 39,3 | 7,1 | 0,4 | 0,9 | 0,8 | 4,7 |
| Carriera | Carriera    | 35 | 15 | 22,4 | 59,3 | -   | 39,2 | 7,7 | 0,5 | 0,9 | 1,1 | 4,9 |

#### Massimi in carriera
- Massimo di punti: 23 vs Chicago Bulls (29 febbraio 2020)[7]
- Massimo di rimbalzi: 21 (2 volte)
- Massimo di assist: 4 (5 volte)
- Massimo di palle rubate: 5 vs Indiana Pacers (11 gennaio 2023)
- Massimo di stoppate: 9 vs Orlando Magic (11 novembre 2018)
- Massimo di minuti giocati: 44 vs Boston Celtics (5 marzo 2023)

## Palmarès
- NBA All-Rookie Second Team (2019)
- NBA Summer League First Team (2019)